# Cessna A-37 Dragonfly
Cessna A-37 Dragonfly ali Super Tweet je dvomotorni reaktivni lahki jurišnik, ki ga razvila ameriška Cessna na podlagi šolskega Cessna T-37 Tweet. A-37 je bil predstavljen v času Vietnamske vojne, v tej vojni je tudi bojno sodeloval. Kljub temu, da se je proizvodnja zaključila leta 1975, je nekaj letal še vedno v uporabi.
A-37 ima v primerjavi z T-37:
- Močnejša krila
- GAU-2B/A Gatling strojnico
- Boljšo avioniko
- Ojačano pristajalno podvozje
- Večji rezervoar za gorivo

## Specifikacije(A-37B Dragonfly)
Podatki iz The Encyclopedia of Modern Warplanes
Splošne karakteristike
- Posadka: 1
- Dolžina: 28 ft 3,4 in (8,62 m)
- Razpon kril: 35 ft 10,3 in (10,93 m)
- Višina: 8 ft 10,3 in (2,70 m)
- Površina kril: 183,9 ft² (17,09 m²)
- Teža praznega letala: 6211 lb (2817 kg)
- Maks. vzletna teža: 14000 lb (6350 kg)
- Pogon letala: 2 × General Electric J85-GE-17A turboreaktivni motor, 2850 lbf (12,7 kN) vsak

 Zmogljivost 
- Maks. hitrost: 507 mph (440 vozlov, 816 km/h) na 16000 ft
- Potovalna hitrost: 489 mph (425 vozlov, 787 km/h) na 25000 ft
- Doseg: 920 milj (800 nmi, 1480 km)
- Bojni radij: 460 mi (400 nmi, 740 km) s 4100 lb tovora bomb
- Višina leta: 41765 ft (12730 m)
- Hitrost vzpenjanja: 6990 ft/min (35,5 m/s)

Oborožitev

- Strelno orožje: 1× .308 in (7,62 mm) GAU-2B/A gatlingova strojnice
- Nosilci za orožje: 8 podkrilnih nosilcev s kapaciteto 1230 kg
- Topovi: 1× 7,62 mm M134 minigun, 1× 20 mm M197 top, 30 mm DEFA top
- Rakete: 4 izstreljevalci, vsak s sedmimi 70 mm/2.75 inch raketami
- Izstrelki: AIM-9 Sidewinder
- Bombe: 500 lb (241 kg) Mk.82 (×8), SUU-14
- Drugo: Napalm tanki, SUU-25/A izstreljevalec toplotnih vab